# Список нерешённых проблем в вычислительной технике
Данная статья содержит список открытых проблем в области вычислительной техники. Проблема считается открытой, пока её решение неизвестно или в случае отсутствия в экспертном сообществе согласия по поводу предлагаемых решений.

## Теория сложности вычислений
- Равенство классов P и NP
- Равенство классов P и NC
- Равенство классов co-NP и NP
- PH = PSPACE
- Гипотеза об экспоненциальном времени
- Существуют ли односторонние функции?

## Отнесение к P или NP отдельных задач
- Может ли факторизация целых чисел выполняться за полиномиальное время на классических (не квантовых) компьютерах?
- Может ли дискретное логарифмирование выполняться за полиномиальное время на классических (не квантовых) компьютерах?
- Является ли задача нахождения кратчайшего вектора NP-трудной для классических компьютеров?
- Вычислительная сложность задачи распознавания изоморфизма графов
- Является ли канонизация графов[англ.] равной по сложности или более сложной, чем задача распознавания изоморфизма графов?
- Может ли граф с ограниченной кликовой шириной быть распознан за полиномиальное время?
- Могут ли степени листьев[англ.] и k-степени листьев быть распознаны за полиномиальное время?
- Может ли граф с ограниченной кликовой шириной быть распознан за полиномиальное время?
- Можно ли найти одновременное вложение с фиксированными рёбрами для двух заданных графов за полиномиальное время?

## Другие проблемы
- Задача о кратчайшем пути: есть ли способы её решения за строго подкубическое время?
- Какова вычислительная сложность для задачи о нахождении минимального остовного дерева?
- Сложность выполнения splay-дерева не превышает таковой для других двоичных деревьев (гипотеза)
- Существует ли детерминированный параллельный алгоритм класса NC для построения деревьев Тремо?
- Поиск полиномиального алгоритма для определения допустимости систем линейных неравенств